# 久保晶
久保 晶（くぼ あきら、1934年1月21日 - ）は、京都府宮津市出身の日本の俳優、声優。身長162 cm。体重72 kg。血液型はB型。希楽星所属。

## 略歴
京都府立宮津高等学校卒業後、舞台芸術学院への入学をきっかけにデビュー。かつては劇団仲間に所属していた。

## 人物
特技は関西弁、丹後弁。趣味は散歩。好きな色は茶色。
妻と娘がいる。

## 出演

### 映画
- 「荒い海」（1969年10月15日） - 清原総務主任
- 「黒の奔流」（1972年9月9日） - 弁護士
- 「砂の器」（1974年10月19日） - 世田谷署の巡査
- 「タンポポ」（1985年11月23日） - 大三元のおやじ
- 「マルサの女」（1987年2月7日）
- 「マルサの女2」（1988年1月15日） - 信者代表
- 「座頭市」（1989年2月4日） - 松市
- 「利休」（1989年9月15日） - 前田玄以
- 「あげまん」（1990年6月2日） - 坊さん
- 「スキンレスナイト」（1991年4月6日） - 金子徳治
- 「渋滞」（1991年4月27日）
- 「12人の優しい日本人」（1991年12月14日） - 守衛
- 「ミンボーの女」（1992年5月16日） - ホテルマン
- 「みんな〜やってるか!」（1995年2月11日） - 銀行の部長
- 「学校の怪談」（1995年7月8日） - 校長先生
- 「静かな生活」（1995年9月29日）
- 「宮澤賢治 その愛」（1996年9月14日） - 花巻仏教会の説教師
- 「Lie Lie Lie」（1997年10月4日） - 酒屋店主
- 「なにわ忠臣蔵」（1997年11月8日） - 「豆だぬき」の旦那
- 「絆 -きずな-」（1998年6月6日） - 米屋の主人
- 「ekiden 駅伝」（2000年11月18日） - 重役 役
- 「東京★ざんすっ」（2001年2月10日） - 音さん
- 「ROCKERS」（2003年9月27日） - ジンの祖父
- 「ワイルド・フラワーズ」（2004年4月17日）
- 「殴者 NAGURIMONO」（2005年9月23日） - 金持ちの旦那
- 「僕と彼女の×××」（2005年10月5日） - 理事長
- 「TAKESHIS'」（2005年11月5日）
- 「阿波DANCE」（2007年8月18日） - 貝原正
- 「僕の彼女はサイボーグ」（2008年5月31日） - お坊さん
- 「落語娘」（2008年8月23日） - 蓮花亭笑佑
- 「新宿インシデント」（2009年5月1日） - 元老
- 「劇場版TRICK 霊能力者バトルロイヤル」（2010年5月8日）
- 「SENIOR MAN」（2017年3月11日）

### ビデオ映画
- 「白百合女学園洋弓部 白銀の標的」（1991年）
- 難波金融伝ミナミの帝王シリーズ
  - 「難波金融伝ミナミの帝王劇場版partIV 破産―乗っ取り」（1994年9月10日）
  - 「難波金融伝ミナミの帝王32 金になる経歴」（2005年10月28日）

### テレビドラマ

#### NHK
- こども名作座「おさくの話」（1963年2月17日）
- 「アイウエオ」第64話（1969年3月8日）
- 「天下御免」（1971年10月8日 - 1972年9月29日）
- 大河ドラマ
  - 「国盗り物語」
    - 第32話「巨大なる城」（1973年8月12日） - 重臣
    - 第46話「亀裂」（1973年11月18日） - 人足頭領

  - 「勝海舟」第44話（1974年11月3日） - 暗殺者
  - 「元禄太平記」第7話（1975年2月16日） - 幸兵衛
  - 「花神」第29話（1977年7月17日） - 釜座の職人
  - 「黄金の日日」第4話（1978年1月29日） - 足軽
  - 「草燃える」第2話（1979年1月14日）
  - 「獅子の時代」第12話（1980年3月23日） - 土佐の武士
  - 「おんな太閤記」第3話（1981年1月25日） - 平吉
  - 「徳川家康」第25話（1983年6月26日） - 秀吉の使者
  - 「山河燃ゆ」第26話（1984年7月1日） - 前田
  - 「春の波涛」第17話（1985年4月28日） - 印刷屋
  - 「独眼竜政宗」第20話（1987年5月17日） - 良覚院栄真
  - 「翔ぶが如く」第39話（1989年10月7日） - 医師
  - 「花の乱」第13話（1994年6月26日） - 宿坊の住持
  - 「八代将軍吉宗」第47話（1995年12月3日） - 長沢資親
  - 「元禄繚乱」第23話・第24話・第35話（1999年6月13日・6月20日・9月5日） - 祐海
  - 「葵 徳川三代」第5話・第13話（2000年2月6日・4月2日） - 善説
  - 「新選組!」第14話（2004年4月11日） - 庄屋
  - 「風林火山」第13話（2007年4月1日） - 医者
  - 「いだてん〜東京オリムピック噺〜」第39話（2019年10月13日）
- 男たちの旅路シリーズ
  - 「男たちの旅路 第2部」第2話（1977年2月12日）
  - 「男たちの旅路 第4部」最終話（1979年11月24日）
- 少年ドラマシリーズ
  - 「赤い月」第1話・第3話・第13話・第16話・第17話（1977年4月4日・4月6日・4月25日・4月28日・5月2日）
  - 「七瀬ふたたび」第4話（1979年8月9日）
- 土曜ドラマ
  - 「松本清張シリーズ・一年半待て」（1978年10月21日） - 刑事
  - 「戦後史実録シリーズ 空白の900分」（1980年10月11日）
  - 「タクシー・サンバ」第1話・第2話（1981年10月17日・10月24日）
  - 「我等の放課後」（1996年11月16日）
- 「日本巖窟王」第16話（1979年5月9日） - 土屋伊織
- 銀河テレビ小説
  - 「鳥獣の寺」第9話（1979年5月10日）
  - 「優しさごっこ」（1980年11月10日 - 12月5日）
  - 「歳月」第1話（1983年11月7日） - 番頭
  - 「迷惑かけてありがとう」第4話（1984年6月7日） - 薬局主人
  - 「まんが道 青春編」（1987年7月27日 - 8月14日） - ラーメン屋「松葉」主人
  - 「しあわせ志願」（1988年4月4日 - 4月29日）
- 連続テレビ小説
  - 「マー姉ちゃん」第68話・第73話（1979年6月19日・6月25日） - 在郷軍人・郡長
  - 「おしん」第55話（1983年6月6日） - 巡査
  - 「澪つくし」（1985年4月1日 - 10月5日） - 竹馬堂
  - 「春よ、来い」第12話（1994年10月15日）
  - 「すずらん」（1999年4月5日 - 10月2日） - 丹沢文雄
  - 「こころ」第91話（2003年7月14日）
  - 「ひよっこ」第8話・第15話・第16話・第153話（2017年4月11日・4月19日・4月20日・9月27日） - 佐川武寛 [4]
- 御宿かわせみシリーズ
  - 「御宿かわせみ 第1シリーズ」第9話（1980年12月3日）
  - 「御宿かわせみ 第2シリーズ」第11話（1983年1月5日）
- 「夢千代日記」第3話・第4話（1981年3月1日・3月8日） - 市村
- 「ポーツマスの旗」第2話（1981年12月5日）
- 「立花登 青春手控え」第13話（1982年7月7日）
- 「心中宵庚申」（1984年10月6日）
- イキのいい奴シリーズ
  - 「イキのいい奴」第2話（1987年1月14日）
  - 「続イキのいい奴」（1988年4月6日 - 7月6日）
- 「庄内おんな風土記」（1988年11月19日）
- 「晴のちカミナリ」第2話・第8話（1989年4月19日・5月31日）
- 「不熟につき.... －藤堂家城代家老の日誌より－」（1990年9月15日）
- 「巌流島 小次郎と武蔵」（1992年1月1日）
- 「清左衛門残日録」第2話（1993年4月9日）
- 「エトロフ遥かなり」第2話（1993年8月9日） - 山口多聞
- 「十時半睡事件帖」第12話（1994年12月2日） - 組頭
- 「新・半七捕物帳」第1話（1997年4月4日） - 久八
- 「物書同心いねむり紋蔵」第12話（1998年6月19日）
- 「新・腕におぼえあり 〜よろずや平四郎活人剣〜」第14話（1998年12月18日） - 山城屋善助
- 「ズッコケ三人組」第11話・最終話（1999年6月19日・6月26日） - セミマル
- 「スキッと一心太助」第15話（2000年1月14日）
- 「ある日、嵐のように」最終話（2001年6月4日）
- 「恋セヨ乙女」第14話（2002年7月23日）
- 「ゆうれい、貸します〜お染・恋の七変化〜」第1話 - 第3話・最終話（2003年6月6日 - 6月20日・7月4日）
- 「転がしお銀 父娘あだ討ち江戸日記」第3話・第4話（2003年10月24日・10月31日） - 勘助の客
- 「ドリーム〜90日で1億円〜」第2話・第4話（2004年3月30日・4月1日）
- 「御宿かわせみ 第三章」第4話（2005年6月3日） - 薬師堂堂守
- NHK正月時代劇「堀部安兵衛」（2007年1月1日） - 道山和尚
- 「とめはねっ! 鈴里高校書道部」第4話（2010年1月28日） - 板長
- 「新選組血風録」第3話（2011年4月17日、NHK BSプレミアム） - 加賀屋の主人

#### 日本テレビ
- 「太陽にほえろ!」
  - 第202話「手紙」（1976年） - 鍵屋
  - 第227話「CQ・CQ・非常通信!」（1976年） - 河内署刑事
  - 第315話「ライバル」（1978年）
  - 第347話「謹慎処分」（1979年） - 城北署刑事
  - 第430話「東京大追跡」（1980年） - 中古車販売業者
  - 第590話「怪盗107号」（1984年） - 島田俊男
  - 第615話「相棒」（1984年） - 青果店店主
  - 第676話「地図にない道」（1985年） - 登山用具店店主
- 新五捕物帳（1978年） - 井筒屋
- 「私はタフな女」第1話（1981年4月24日）
- 「俺はご先祖さま」第3話（1981年12月20日）
- 「ブルーカナリア」（1989年1月1日）
- 「明日はアタシの風が吹く」（1989年2月4日 - 4月1日）
- 「野望の国 花燃える日日 青春航路 炎の章」（1990年2月17日・2月24日）
- 「いのち草」（1990年10月1日 - 1991年3月29日）
- 火曜サスペンス劇場 → DRAMA COMPLEX → 火曜ドラマゴールド
  - 「松本清張スペシャル・影の地帯」（1993年4月27日） - 小西忠太郎
  - 「取調室」
    - 第1作「冷徹の頭脳を持つ殺人容疑者に県警本部が挑んだ十八日間!」（1994年4月19日） - 住職
    - 第5作「故郷で死にたかった… 愛妻殺し容疑の実業家に県警本部が挑んだ十二日間」（1996年12月10日） - 大沢謙三
    - 第6作「優しい笑顔と鉄の心を持つ陶芸界のマドンナに県警が挑んだ十二日間」（1997年6月24日） - 瑞光寺住職
    - 第16作「血の海の密室同時殺人 Yの刺しゅうと吉野ヶ里に隠された女の悲恋」（2002年2月26日） - 矢崎幸之介

  - 「名無しの探偵」第12作（1996年4月23日）
  - 「火垂るの墓 ―ほたるのはか―」（2005年11月1日） - 澤野貞造（老年期）
  - 「59番目のプロポーズ」（2006年7月11日）
  - 「マイ☆スイートホーム ～夢野大吉・夢を売ります」（2007年1月16日）
- 「透明人間」（1996年4月13日 - 7月6日）
- 「亀中教師ご一行様」（1998年1月8日 - 2月26日）
- 「行け行けイケメン!」第3話（2000年1月23日）
- 「億万長者と結婚する方法」第4話（2000年7月26日）
- 「史上最悪のデート」第6話（2001年1月14日） - 校長
- 「彼女が死んじゃった。」第1話（2004年1月17日）
- 「愛情イッポン!」第4話（2004年7月31日）
- 「喰いタン2」第10話・最終話（2007年6月16日・6月23日） - 玉田繁雄
- 「有閑倶楽部」第1話 - 第3話・第5話・第7話・第9話・最終話（2007年10月16日 - 10月30日・11月13日・11月27日・12月11日・12月18日） - 五代
- 「斉藤さん」第10話（2008年3月12日） - こばと市市長
- 「the波乗りレストラン」第10話「シュラバ★ラ★バンバ」（2008年11月3日） - 西野
- 「華麗なるスパイ」第1話（2009年7月18日） - ミスター匠の執事
- 「ニセ医者と呼ばれて 〜沖縄・最後の医介輔〜」（2010年12月9日）
- 「高校生レストラン」第8話（2011年6月25日） - 町医者
- 「ヒガンバナ〜警視庁捜査七課〜」第9話・第10話（2016年3月9日・3月16日） - 長井清
- 「ドクターカー」第3話（2016年4月28日） - 田宮幸秀
- 「お迎えデス。」第5話（2016年5月21日）
- 「遺産相続弁護士 柿崎真一」第1話（2016年7月7日）
- 「卒業バカメンタリー」第9話（2018年3月20日）
- 「正義のセ」第4話（2018年5月2日） - 佐藤忠徳

#### TBS
- 「夜明けの刑事」第11話（1974年12月11日）
- 「岸辺のアルバム」最終話（1977年9月30日） - 警官
- 花王 愛の劇場 → 愛の劇場
  - 「別れて生きる時も」第20話（1978年1月31日）
  - 「しづの生涯」（1981年5月4日 - 7月2日）
  - 「温泉へ行こう 第2シリーズ」第46話・第47話（2001年1月4日・1月5日）
  - 「銀座まんまんなか!」第1話・第3話 - 第8話・第10話 - 最終話（2003年11月17日・11月19日 - 11月26日・11月28日 - 12月26日） - 田所完治
  - 「マイフェアボーイ」第14話・第15話（2007年6月21日・6月22日） - 岩田老人
- 「晴れのち晴れ」第20話（1978年2月14日） - 田口
- 「風が燃えた」（1978年3月6日）
- 「青春の門 第二部 自立編」第20話（1978年4月19日）
- 「七人の刑事 第3シーズン」
  - 第2話「第一通報者」（1978年4月21日）
  - 第38話「夜歩く死者」（1979年2月2日）
- 東芝日曜劇場
  - 「松本清張おんなシリーズ・心の影」（1978年6月4日） - 声優
  - 「女と味噌汁」第38作（1980年1月6日） - 料亭の客
  - 「しゃぼん玉の愛」（1982年6月27日）
  - 「ああ! 長男長女」（1983年6月26日）
  - 「風の家」（1989年4月23日）
  - 「おんなの家」第16作（1993年3月28日）
- 江戸を斬るシリーズ
  - 「江戸を斬るIV」最終話（1979年8月6日）
  - 「江戸を斬るVIII」第16話（1994年5月16日） - 遠州屋甚右衛門
- 「天皇の料理番」第1話（1980年10月19日）
- 噂の刑事トミーとマツ
  - 第1シリーズ 第65話「しばしお別れ トミマツ大サービス」（1981年） - 自動車工場長
  - 第2シリーズ 第40話「マツも仰天 空飛ぶトミー」（1982年） - サラリーローン店長
- 秘密のデカちゃん 第6話「父?がお見合い、ああフケツ!!」（1981年） - 米屋
- 「玉ねぎむいたら…」第30話（1981年10月30日） - 支配人
- 「茜さんのお弁当」第6話・最終話（1981年11月25日・12月30日）
- 「はまなすの花が咲いたら」第14話（1982年2月9日）
- 「鞍馬天狗」第8話（1982年2月14日）
- 「人間万事塞翁が丙午」最終話（1982年7月21日）
- ザ・サスペンス「消えたスクールバス 園児集団蒸発「それは夏祭りから始まった」」（1982年7月24日）
- ふぞろいの林檎たちシリーズ
  - 「ふぞろいの林檎たち」第3話（1983年6月10日）
  - 「ふぞろいの林檎たちIV」第5話（1997年5月9日）
- 「高校聖夫婦」第15話（1983年7月26日）
- 「昭和四十六年 大久保清の犯罪」（1983年8月29日） - 捜査本部の刑事
- 恋はミステリー劇場「眠る盃」（1985年1月9日）
- 「乳姉妹」第11話（1985年6月25日）
- 「イエスの方舟」（1985年12月9日）
- 「好色一代男 世之介の愛して愛して物語」（1986年1月1日）
- 水曜ドラマスペシャル「恋子の毎日」第1作（1986年3月12日）
- 水戸黄門シリーズ
  - 「水戸黄門 第18部」第14話（1988年12月12日） - 宝屋万兵衛
  - 「水戸黄門 第19部」
    - 第3話「鬼と呼ばれて恩返し」（1989年10月9日） - 斑屋喜兵衛
    - 第28話「占い名人 梅里先生」（1990年4月9日） - 荒川屋仙右衛門

  - 「水戸黄門 第20部」
    - 第6話「夢を叶えた夫婦花火」（1990年12月3日） - 伊勢屋
    - 第17話「秘伝盗みの弟子修行」（1991年3月4日） - 田島屋仁兵衛
    - 第30話「刀鍛冶の仇討ち悲願」（1991年6月3日） - 般若堂
    - 第47話「嘘を承知の偽黄門」（1991年9月30日） - 大滝屋仁兵衛

  - 「水戸黄門 第21部」第13話（1992年6月29日） - 角屋九郎兵衛
  - 「水戸黄門 第22部」
    - 第8話「仇討ち悲願の旅芝居」（1993年7月5日） - 伊勢屋源兵衛
    - 第14話「悪を懲らした姫だるま」（1993年8月16日） - 喜多屋

  - 「水戸黄門 第23部」第20話（1994年12月19日） - 横川屋五郎兵衛
  - 「水戸黄門 第25部」第31話（1997年7月28日） - 湊屋重兵衛
  - 「水戸黄門 第26部」第17話（1998年6月8日） - 田野屋仙兵衛
  - 「水戸黄門 第27部」第4話（1999年4月12日） - 大友屋吉蔵
  - 「水戸黄門 第33部」第8話（2004年6月7日） - 住職
  - 「水戸黄門 第42部」第16話（2011年2月7日） - 菱丸屋藤兵衛
- 「キツイ奴ら」第1話（1989年1月4日）
- 「兜町」（1989年3月22日）
- 「空と海をこえて」（1989年9月16日）
- 月曜ドラマスペシャル → 月曜ミステリー劇場 → 月曜ゴールデン → 月曜名作劇場
  - 「夏樹静子の第三の女」（1989年10月16日） - 小田原西署署長
  - 「かあさんはドン?」第1作（1992年6月15日）[5]
  - 「徳田刑事シリーズ」第1作（1993年7月12日）
  - 「浅見光彦シリーズ」
    - 第5作「城崎殺人事件」（1995年10月30日） - 兵庫県警城崎東警察署署長 [6]
    - 第8作「鳥取雛送り殺人事件」（1997年3月10日） - 龍徳寺住職 [7]
    - 第14作「後鳥羽伝説殺人事件」（2000年9月4日） - 古書店の主人

  - 「十津川警部シリーズ」
    - 第10作「ミステリー列車が消えた」（1995年12月25日） - 新井と山崎のアパート管理人 [8]
    - 第12作「丹後殺人迷路」（1997年3月24日） - 木島 [9]
    - 第21作「西伊豆・美しき殺意」（2001年1月8日） - 早川敬一郎 [10]
    - 第34作「寝台特急あさかぜ殺人事件」（2005年3月28日） - 本山徳一郎 [11]

  - 「 山村美紗サスペンス 名探偵キャサリン」
    - 第1作「ヘアデザイナー殺人事件」（1996年4月22日）
    - 第12作「坂本龍馬殺人事件」（2002年11月18日） - 香山優の知人 [12]

  - 「ハロー張りネズミ」（1996年6月10日）[13]
  - 「おばさん会長・紫の犯罪清掃日記!ゴミは殺しを知っている」 - 熊谷 
    - 第1作「スーパーで起きた連続殺人事件! 密室の怪死体の謎… 卑劣な犯人に超金持ち会長紫の怒りが爆発する!」（2000年5月22日）[14]
    - 第2作「福島県飯坂温泉で連続殺人! 消えた美人死体にあの2人が恐怖の潜入捜査!」（2001年11月26日）
    - 第6作「巨大企業のエリート社員が殺された! 不倫のもつれ? 同期の嫉妬? 鍵を握るたった1人の親」（2004年12月13日）[15]

  - 「探偵・喜多嶋翔子の調査報告書」（2002年7月29日） - 近所の住人 役[16]
  - 「税務調査官・窓際太郎の事件簿」第10作（2003年5月19日） - 山野忠雄
  - 「警察庁・内偵監察官桜沢葵の事件簿」（2005年3月7日）
  - 「夜の終る時」（2007年12月10日） - 天野
  - 「湯けむりバスツアー 桜庭さやかの事件簿」第1作（2009年4月27日） - 柏木敏 [17]
  - 「警部・柘植京介」（2010年9月13日） - 兵藤泰造 [18]
  - 「警視庁岡部班」第1作（2017年11月27日） - 白神敏久 役[19]
- 「閨閥」（1990年4月7日）
- 大岡越前シリーズ
  - 「大岡越前 第11部」第13話（1990年7月16日） - 大黒屋
  - 「大岡越前 第12部」第15話（1992年1月27日） - 明石屋
- 渡る世間は鬼ばかりシリーズ
  - 「渡る世間は鬼ばかり 第1シリーズ」第8話（1990年11月29日） - 通夜の客
  - 「渡る世間は鬼ばかり 第6シリーズ」第26話（2002年9月26日） - 客
  - 「渡る世間は鬼ばかり 第9シリーズ」第9話（2008年5月29日） - 政吉
- 「柳生十兵衛・決闘! 花の吉原」（1991年1月3日）
- ドラマチック22「冗談じゃないよ! マイホーム」（1991年1月26日）
- 「極道落ちこぼれ」第1作（1993年4月2日）
- 「誰にも言えない」第4話（1993年7月30日） - マンションの住人
- 「課長サンの厄年」最終話（1993年10月3日）
- 「長男の嫁」第8話（1994年6月2日）
- 「僕が彼女に、借金をした理由。」第4話（1994年11月4日）
- 「お兄ちゃんの選択」第10話・第11話（1994年12月11日・12月18日）
- 「揺れる想い」第4話（1995年2月3日）
- 「部屋においでよ」最終話（1995年3月24日）
- 「もしも願いが叶うなら スペシャル」（1995年3月31日）
- 「好きやねん父ちゃん!」第2作（1995年4月2日）
- 「俺は浪花の漫才師 笑わせまっせ泣かせまっせ! 波瀾万丈の51年を生きた最後の芸人」（1997年1月27日）
- 「サラリーマン金太郎 第1期」第7話（1999年2月21日） - 尼崎
- 「ブラック・ジャック」第2作（2000年9月29日）[20]
- 「ビッグウイング」第9話（2001年3月9日）
- 「ガッコの先生」第1話・第2話・第5話・第6話・第8話・最終話（2001年10月7日・10月14日・11月11日・11月18日・12月2日・12月16日） - 矢崎幸之介
- 「がんばらない」第1作（2001年11月3日、BS-TBS）
- 「金融腐蝕列島「再生」」（2002年1月13日、BS-TBS）
- 「しあわせのシッポ」第1話（2002年4月11日）
- 「ヨイショの男」第1話・第6話（2002年4月14日・5月19日） - 明智社長
- 「夢のカリフォルニア」第4話（2002年5月3日）
- 「古谷一行の金田一耕助シリーズ」第30作（2003年3月25日）
- 「あなたの人生お運びします!」第2話（2003年4月17日）
- 「向田邦子の恋文」（2004年1月2日）
- 「こちら本池上署 第4シリーズ」第2話・第4話（2004年10月18日・11月8日） - 北野重慶
- 「H2〜君といた日々」第2話（2005年1月20日） - 明和一高校長
- 「恋する日曜日 ニュータイプ」第2話（2006年10月14日、BS-TBS） - 権藤清三
- 「地獄の沙汰もヨメ次第」第1話・第5話（2007年7月5日・8月2日） - 藤原社長
- 「佐々木夫妻の仁義なき戦い」第1話（2008年1月20日） - 高山
- 「女子大生会計士の事件簿」第2話（2008年10月15日、BS-TBS） - 橘洋蔵
- 「東京少女岡本あずさ」最終話（2008年11月29日、BS-TBS）
- 「獣医ドリトル」第2話（2010年10月24日） - 煙草屋の主人
- 「花嫁」（2012年1月2日） - 僧侶 役
- 「宮部みゆきミステリー パーフェクト・ブルー」第3話（2012年10月22日）
- 「Dr.DMAT」第2話（2014年1月16日） - 川谷茂
- 「Heaven? 〜ご苦楽レストラン〜」第6話（2019年8月13日）

#### フジテレビ
- 「若者たち」第5話（1966年3月7日）
- 「特捜記者 犯罪を追え」第16話（1974年7月17日）
- 「続・あかんたれ」第13話（1978年3月15日）
- 「白い巨塔」最終話（1978年12月30日） - 佐々木商店の客
- 「大捜査線」第17話（1980年5月15日）
- 平岩弓枝ドラマシリーズ「日本のおんなシリーズ II」第1話（1981年4月1日）
- 時代劇スペシャル「怪盗鼠小僧といれずみ判官」（1981年4月24日）
- 「闇を斬れ」第4話（1981年4月28日）
- 「君は海を見たか」最終話（1982年12月24日）
- 「早春スケッチブック」第3話・第4話（1983年1月21日・1月28日）
- 「真夜中の匂い」第1話（1984年5月18日）
- 「別れた妻」（1985年1月7日 - 3月27日） - 管理人
- 「親戚たち」第3話・第9話・第11話 - 最終話（1985年7月18日・8月29日・9月12日 - 9月26日） - 金谷吾平
- 金曜おもしろバラエティ「心はロンリー気持ちは「…」」第3作（1986年2月21日）
- 「わたしの可愛いひと」（1986年7月3日 - 9月25日）
- ザ・ドラマチックナイト → 金曜ドラマシアター → 金曜エンタテイメント → 金曜プレステージ
  - 「女医・若宮由紀の犯罪」（1987年10月9日）
  - 「君たちがいて僕がいる」第1作（1992年4月17日）
  - 「片岡鶴太郎の金田一耕助シリーズ」
    - 第3作「本陣殺人事件」（1992年10月2日）
    - 第8作「悪魔が来りて笛を吹く」（1996年10月25日）

  - 「ざけんなョ!!シリーズ」
    - 第4作「OLたちのざけんなョ!!」（1993年4月23日）
    - 第8作「ざけんなョ!!8」（1995年4月14日）
    - 第9作「ざけんなョ!!9」（1995年10月27日）

  - 「課長 島耕作」第1作（1993年9月17日）
  - 「名古屋嫁入り物語」第6作（1994年7月8日）
  - 「総務課長戦場を行く!」（1994年8月12日）
  - 「女たちの戦争」（1995年8月18日） - 白川虎吉 役
  - 「多摩湖畔殺人事件」（1995年9月15日）
  - 「左手に告げるなかれ」（1997年12月12日） - 老人ホーム入居者
  - 「ナニワ金融道」第3作（1998年1月5日） - 貸しビルのオーナー
  - 「チャイドルママの事件簿 南紀白浜・幽霊殺人事件」（1998年5月22日）
  - 「噂の女人情詐欺師 早苗とたまき・涙の事件簿」第2作（1998年9月18日） - 観光バスの乗客
  - 「真相 わが子の殺人日記」（1999年2月19日）
  - 「実録 福田和子」（2002年8月2日）
  - 「えなりかずきの少年探偵 事件でござる」第2作（2003年2月7日） - 木元儀助
  - 「キャリア探偵日菜子の調査ファイル」（2003年2月14日） - 山崎大造
  - 「滅びのモノクローム」（2004年2月20日） - 住職
  - 「離婚必勝ドラマ 離婚カウンセラー・轟木祥子」第1作（2004年6月4日）
  - 「越路吹雪・愛の生涯 〜この命燃えつきるまで私は歌う〜」（2005年11月25日） - 今日出海
  - 「新・細うで繁盛記」第1作（2006年1月20日）
  - 「外科医 鳩村周五郎」第2作（2006年7月28日） - 植木職人
  - 「ひみつな奥さん」第1作（2006年11月17日） - 里見
- 「窓を開けますか?」（1988年1月21日 - 3月24日）
- 「君の瞳をタイホする!」第8話（1988年2月22日）
- 「ザ・スクールコップ」第13話（1988年8月17日）
- 「北の国から'89帰郷」（1989年3月31日） - 社長
- 「夏の嵐」第48話（1989年9月6日）
- 奇妙な出来事「リップスティック奇譚」（1989年12月11日）
- 東京ストーリーズ「おろしたての夫婦生活」（1990年7月23日）
- 世にも奇妙な物語
  - 「あの日に帰りたい」（1991年1月17日）
  - 「仙人」（1991年9月5日）
  - 「もう酒ヤ・メ・タ!」（1991年9月26日）
  - 「奇遇」（1992年4月9日）
  - 「サムライ化する男」（1998年4月8日）
  - 「ダジャレ禁止令」（1998年9月25日） - 大蔵大臣
  - 「逆男」（1999年9月27日）
  - 「断定男」（2000年10月4日） - 運転手
  - 「株式男」（2001年4月5日） - 社長
  - 「ナデ様の指輪」（2010年4月4日） - 野島
- 花王ファミリースペシャル「千代の富士物語 第2部 青春篇」前編・後編（1992年2月2日・2月9日）
- 「約束の夏」（1992年7月6日 - 10月2日） - ゲイバー「RIMO」の常連客
- 「if もしも」第12話（1993年8月5日）
- 「悪魔のKISS」第8話・第9話（1993年8月25日・9月1日）
- 「白鳥麗子でございます! 第2シリーズ」第4話（1993年11月6日）
- 古畑任三郎シリーズ
  - 「古畑任三郎 1st season」最終話（1994年6月29日） - クリーニング店店主
  - 「古畑任三郎 2nd season」第7話（1996年2月21日） - 山月堂の主人
- 木曜の怪談シリーズ
  - 「木曜の怪談 七瀬ふたたび」（1995年10月19日 - 1996年1月11日）
  - 「木曜の怪談 爆裂!分身娘」（1997年9月4日 - 9月11日）
- 「将太の寿司」第2話（1996年4月19日）
- 「こんな私に誰がした」（1996年10月15日 - 12月17日）
- 「総理と呼ばないで」第9話・第10話（1997年6月3日・6月10日）
- 「白線流し 19の春」（1997年8月8日）
- 「踊る大捜査線 歳末特別警戒スペシャル」（1997年12月30日） - 寸借詐欺師
- ショムニシリーズ - 早坂光宗
  - 「ショムニ 第1シリーズ」第1話 - 第3話・第5話・第6話・第8話 - 最終話（1998年4月15日 - 4月29日・5月13日・5月20日・6月3日 - 7月1日）
  - 「ショムニスペシャル」第1作「社員旅行で結ばれたカップルは一年以内に結婚!? ショムニ最大の敵「満帆奥様会」登場で一生に一度の恋も前途多難…」（1998年10月7日）
  - 「ショムニスペシャル」第2作「2000年の幕開けにリストラ課長が誘拐!? 開運温泉旅行をかけ企業テロVS最低OL達の闘いが始まる… あのショムニが遂に復活!!」（2000年1月2日）
  - 「ショムニ 第2シリーズ」第1話 - 第6話・第8話 - 最終話（2000年4月12日 - 5月17日・5月31日 - 6月28日）
  - 「ショムニFINAL」第1話・最終話（2002年7月3日・9月18日）
  - 「ショムニスペシャル」第3作「今夜ついに完結千夏を襲う絶体絶命の危機・女のプライドを賭けたショムニ最後のおつとめ」（2003年1月1日）
- 「お仕事です!」第1話（1998年4月16日）
- 「ハッピー・マニア」第8話（1998年8月26日）
- 「板橋マダムス」第9話（1998年12月9日） - 骨董品屋店主
- 「鬼の棲家 Don’t be a cry baby」（1999年1月12日 - 3月23日）
- 「救急ハート治療室」第2話・第5話（1999年7月13日・8月3日）
- 「恋愛結婚の法則」第6話（1999年8月11日）
- 花村大介シリーズ
  - 「花村大介」第4話（2000年7月25日）
  - 「花村大介 スペシャル ナースを救え!」（2001年1月2日）
- 「ナースのお仕事3」第22話（2000年9月5日） - 青木基次
- ゴールデン洋画劇場「三億円事件〜20世紀最後の謎〜」（2000年12月30日）
- HEROシリーズ
  - 「HERO 第1期」最終話（2001年3月19日） - 橋本
  - 「HERO 第2期」第2話（2014年7月21日） - 勇吉
- 「救命病棟24時 第2シリーズ」第6話（2001年8月7日）
- 「蘇る陰陽師 ～誰も行かない墓殺人事件～」（2002年3月25日）
- 「整形美人。」第1話 - 第4話・第6話・第7話・第9話 - 最終話（2002年4月9日 - 4月30日・5月14日・5月21日・6月11日 - 6月25日） - 藤島家執事
- ほんとにあった怖い話
  - 「夕暮れの迷子」（2004年1月10日） - 和尚
  - 「憑く男」（2009年8月25日）
- 「離婚弁護士」最終話（2004年6月24日）
- 「WATER BOYS 2005夏」前編・後編（2005年8月19日・8月20日） - 冨那島村長
- 「危険なアネキ」第1話 - 最終話（2005年10月17日 - 12月19日） - 江添栄三
- 「結婚できない男」第7話（2006年8月15日） - 桑野の親戚
- 土曜プレミアム「新・美味しんぼ」
  - 第1作（2007年1月20日）
  - 第2作「華麗なる料理の対決 士郎の究極のメニュー雄山の至高のメニュー因縁の父子の愛憎劇と2人を繋ぐ秘密の味」（2007年11月17日）
  - 第3作「海原雄山VS究極七人のサムライ!」（2009年11月14日） - 帝都新聞社長
- 「33分探偵」第6話（2008年9月6日） - 村長
- 「地デジカ家族2」最終話（2011年1月28日） - 小柳吉治
- 「BOSS 2ndシーズン」第4話（2011年5月12日） - 老人
- 「T-UP presents サムズアップ」第7話・第8話（2011年12月6日・12月13日、BSフジ） - 内藤
- 「ラッキーセブン」第8話（2012年3月5日）
- 「リーガル・ハイ」第7話（2012年5月29日） - 徳松醤油CMの祖父
- 「PRICELESS〜あるわけねぇだろ、んなもん!〜」第3話（2012年11月5日）
- 「天誅〜闇の仕置人〜」第5話（2014年2月21日） - 林憲一 役
- 「記憶」第3話・第7話・第9話・最終話（2018年11月15日・11月21日・11月23日・11月27日、フジテレビ） - 本庄省吾

#### テレビ朝日
- 「特命諜報207」第5話（1964年7月14日）
- 「特別機動捜査隊」
  - 第337話「鈴の旅路」（1968年4月10日） - 戸上
  - 第420話「女囚」（1969年11月19日） - 主人
  - 第648話「白い死の手錠」（1974年4月3日） - 刑事
  - 第780話「ある女のみち」（1976年11月3日） - 社長
- 「特捜最前線」第187話（1980年11月26日）
- ザ・ハングマンシリーズ
  - 「ザ・ハングマン 燃える事件簿」第13話（1981年2月13日） - 平岡流幹部
  - 「新ハングマン」第23話（1984年1月20日）  - 創信工業幹部
  - 「ザ・ハングマン MISSION-2000」（1999年4月3日） - 藤堂
- 「新・海峡物語」第9話（1981年12月10日）
- 「春が来た」（1982年1月1日）
- 土曜ワイド劇場
  - 「京都ぽんと町殺人なべ料理」（1988年1月23日）
  - 「桜子は微笑う」（1988年10月22日）
  - 「高橋英樹の船長シリーズ」第6作（1994年7月23日） - 大和一郎
  - 「同居人カップルの殺人推理旅行」第1作（1994年8月27日） - 駐車場の係員
  - 「女外科医・疑惑のメス」（1995年5月6日）
  - 「棟居刑事シリーズ」第1作（1996年3月30日） - 金田
  - 「死刑囚永山則夫と母」（1998年8月1日） - 辰見淳三郎
  - 「外科医・佐伯真の殺人カルテ」（2001年3月3日） - 患者
  - 「火災調査官・紅蓮次郎」第1作（2003年1月25日） - 藤崎誠一郎
  - 「温泉若おかみの殺人推理」第12作（2003年4月12日） - 園川
  - 「隠蔽捜査」第1作（2007年3月10日） - 夏木広行
  - 「炎の警備隊長・五十嵐杜夫」第8作（2010年1月16日） - 徳富晃
- 「氷点」前編（1989年4月6日） - 刑事
- 「はぐれ刑事純情派 第2シリーズ」第2話（1989年4月12日）
- 「凪の光景」（1990年2月8日 - 3月15日）
- 「七人の女弁護士 第1シリーズ」第3話（1991年1月31日）
- 「湘南女子寮物語」最終話（1993年9月20日）
- 「危険な恋・ビオラの女」最終話（1993年8月3日）
- 「女たちの太平洋戦争Ⅱ 失われたとき ～Time Lost～」（1993年8月10日）
- 「愛してるよ!」第9話・第10話（1993年12月6日・12月13日） - 半田豊造
- 「菊亭八百善の人びと 幻の高級江戸料理! 美人女将の細腕繁盛記」（1994年2月3日）
- 「味いちもんめ 第2シリーズ」第1話・第7話（1996年1月11日・2月22日）
- 「名探偵保健室のオバさん」第9話（1997年3月3日）
- 「スタイル!」最終話（2000年12月14日）
- 「20世紀の成功神話」（2001年3月25日）
- 「科捜研の女 Season3」第7話（2001年12月13日） - 糸川英二
- 「子連れ狼 第三部」第3話（2004年7月19日） - 笹山頼母
- 「ああ探偵事務所」第4話（2004年7月30日）
- 「生きる」（2007年9月9日） - 市民
- 「崖っぷちのエリー 〜この世でいちばん大事な「カネ」の話〜」最終話（2010年9月3日） - 愛媛の農家の老夫婦
- 「警部補 矢部謙三2」最終話（2013年8月30日） - 長池省吾
- 「dele」第3話（2018年8月10日） - 浜口

#### テレビ東京
- 「女殺し屋 花笠お竜」第10話（1969年12月6日）
- 大江戸捜査網シリーズ
  - 「大江戸捜査網 第3シリーズ」
    - 第474話「毒花一輪 獲物を狙う赤い唇」（1983年1月15日）
    - 第487話「女牢しのび肌 禁断の闇化粧」（1983年4月16日）
    - 第505話「恐怖! 妖しく誘う魔性剣」（1983年8月20日）

  - 「大江戸捜査網」
    - 第9話「揺れる愛憎 過去を秘めた女」（1991年12月6日）
    - 第22話「地獄から来た虚無僧」（1992年3月13日）
- テレビ東京月曜9時枠の連続ドラマ
  - 傑作推理受賞作シリーズ「雁の寺」（1989年8月28日）
  - 女流作家シリーズ「記憶の復讐 盲目の少女が崩す完全犯罪」（1990年3月19日）
  - 日本名作ドラマ「夫婦善哉」（1995年2月6日）
- 「リツ子、その愛その死」（1992年4月6日）
- 「徳川無頼帳」第6話（1992年5月19日）
- 「にごりえ」（1993年10月25日）
- 火曜ゴールデンワイド「若い人」（1995年5月2日）
- 「がんばりや! ～平成版どてらい女」（1997年3月18日）
- 「恍惚の人'99 ボケた父を誰が介護するの? 泣き笑い夕焼け家族」（1999年1月1日）
- 「貯まる女」最終話（2000年3月15日）
- 女と愛とミステリー → 水曜ミステリー9
  - 「信濃のコロンボ事件ファイル」第1作（2001年11月14日） - 福島太一郎
  - 「小早川警視正シリーズ」第1作（2002年5月15日） - 岡倉
  - 「湯けむりサスペンス 伊豆・竜宮伝説殺人事件」（2003年3月12日） - 楢崎剛志
  - 「山村美紗サスペンス 看護師・戸田鮎子の推理カルテ」第1作（2012年7月11日） - 「みんなの家」スタッフ
  - 「弁護士 水木邦夫 残り火」（2014年10月29日） - 武藤泰三
- 「ミヤコ蝶々物語 〜いちずに生きた。わろうて、泣けた〜」（2002年1月7日）
- 「Deep Love ホスト」第8話・第9話（2005年2月25日・3月4日） - 隅田老人
- 「半分の月がのぼる空」第1話 - 第3話・第5話（2006年10月2日 - 10月16日・10月30日） - 多田吉蔵
- 「俺たちは天使だ! NO ANGEL NO LUCK」第7話（2009年8月12日） - 院長

#### WOWOW
- 「結党!老人党」（2009年8月9日） - 老人党幹部
- 「きんぴか」第1話（2016年2月13日）

#### TOKYO MX
- 「東京ゴーストトリップ」第6話（2008年7月21日） - 東山秋景
- 「実録 東京コンフィデンシャル」第2作（2018年3月25日）

#### BSスカパー!
- 「破門（疫病神シリーズ）」第1話・第5話・最終話（2015年1月9日・2月13日・3月6日） - 二宮孝之

#### メ〜テレ
- 「サチのお寺ごはん」（2017年7月18日 - 9月26日） - 龍源

### 特撮
- 「コメットさん」第24話（1978年11月20日、TBS）
- 「ウルトラマン80」第39話（1981年1月7日、TBS） - カミナリ親父
- 東映不思議コメディーシリーズ（フジテレビ）
  - 「勝手に!カミタマン」第31話（1985年11月3日）
  - 「じゃあまん探偵団 魔隣組」第45話（1988年11月20日）
  - 「魔法少女ちゅうかないぱねま!」第16話（1989年11月5日） - アラビアの王様
  - 「美少女仮面ポワトリン」第36話（1990年9月16日） - 住職
  - 「不思議少女ナイルなトトメス」第29話・第30話・第40話・第48話（1991年7月28日・8月4日・10月13日・12月8日） - ナイル啄木
- 「ビーロボカブタック」第13話（1997年5月18日、テレビ朝日） - 校長
- 「燃えろ!!ロボコン」第28話（1999年8月8日、テレビ朝日） - 中森厳
- 「救急戦隊ゴーゴーファイブ」第36話（1999年10月31日、テレビ朝日） - 番田一徹
- 「魔弾戦記リュウケンドー」第12話（2006年3月26日、テレビ東京）

### その他
- 「日本の戦後」第7回（1977年11月24日、NHK）
- 「世界まるごとHOWマッチ」（1983年4月7日 - 1990年4月5日、TBS） - 吹き替え
- 「田原総一朗の人間発掘スペシャル “経営の神様”松下幸之助」（2001年3月25日、テレビ朝日）
- 「志村けんのバカ殿様」（フジテレビ）
  - 第39回「秋一番笑い咲きスペシャル」（2004年10月1日）
  - 第47回「2008秋の豪華爆笑スペシャル!!」（2008年10月3日）
  - 第50回「初笑い! 時代劇スペシャル」（2010年1月7日）
  - 第57回「秋はこれだ! 大爆笑スペシャル!!」（2013年11月5日）
- 「くりぃむしちゅーの見たいTV」（2005年1月2日、フジテレビ）
- 「未来創造堂」（日本テレビ）
  - 第2回「FAX」（2006年4月14日）
  - 第35回「プレハブ住宅」（2006年12月15日）
- 「リンカーン」（2007年、TBS）
- 「わたしが子どもだったころ」第24回（2007年9月19日、BShi）
- 「浜田警察24時」第2回（2008年4月17日、日本テレビ）
- 「ハピえいご」（2010年8月29日 - 9月26日、NHK教育テレビジョン）
- 「くりぃむしちゅーの歴史新発見 信長59の手紙を解読せよ」（2015年2月12日、日本テレビ）

### 配信ドラマ
- 「探偵事務所5 Another Story 2nd SEASON」
- 「探偵事務所5 Another Story 2nd Season」第13話

### テレビアニメ
1983年
- 「子鹿物語」（1983年 - 1985年、ウィルソン先生）

2004年
- 「こちら葛飾区亀有公園前派出所」（JRグリーン）

### CM
- ロッテ（スイカバー）
- 常盤薬品（眠眠打破）

### 吹き替え
- 「疑惑の影」（PDDVD版） - ジョセフ・ニュートン〈ヘンリー・トラヴァース〉
- 「アガサ 愛の失踪事件」（1979年）
- 「007 ダイヤモンドは永遠に」（1980年、TBS旧録版） - サー・ドナルド・マンガー〈ローレンス・ネイスミス〉
- 「サタデー・ナイト・フィーバー」（1981年、テレビ朝日版）
- 「タクシードライバー」（1981年、TBS版）
- 「草原の輝き」（1982年、テレビ朝日版）
- 「アメリカン・ヒーロー」（1982年）
- 「ブルーサンダー」（1986年、フジテレビ版）

### MV
- 中村一義「主題歌」（1997年）

### その他メディア
- 日本弁理士会 商標制度DVD「それいけ!やりくりカンパニー」 - 権田原社長